# Jean Ier de Montmorency
Pour les articles homonymes, voir Jean Ier.
Pour les autres membres de la famille, voir Maison de Montmorency.
Jean Ier de Montmorency (1284 - 1325), seigneur de Montmorency. Fils de Mathieu IV de Montmorency dit le Grand et de Jeanne de Lévis.

## Mariage et descendance
En 1304, Jean épouse Jeanne de Calletot d'Avremesnil (1285 - 1350), fille de Robert de Calletot et de Jeanne de Houdenc. De ce mariage sont nés :
- Charles Ier de Montmorency (1307 - 11 octobre 1381), seigneur de Montmorency, grand panetier, maréchal de France, gouverneur de Picardie ;
- Jean de Montmorency (? - 6 juillet 1363), évêque d'Orléans ;
- Mathieu Ier de Montmorency, seigneur d'Avraymesnil en Caux et de Goussainville[1], marié à Eglantine de Vendôme-La Châtre : parents de Mathieu II, qui épouse en 1380 Jeanne Braque de Tresmes (alias Gesvres) et de Bobigny, petite-nièce de Nicolas ; ancêtres des Potier de Tresmes et de Gesvres ;
- Isabelle de Montmorency (1310 - 1341), épouse en 1336 Jean II de Châtillon;
- Jeanne de Montmorency.

La dalle funéraire à effigie de Jean Ier gravée se trouve dans l'église Saint-Maclou de Conflans-Sainte-Honorine. Le gisant de son père, Mathieu IV, dit le Grand, se trouve maintenant de la même église mais avait sa place initiale dans le prieuré voisin. André Du Chesne le considérait comme un second monument à Jean Ier,.

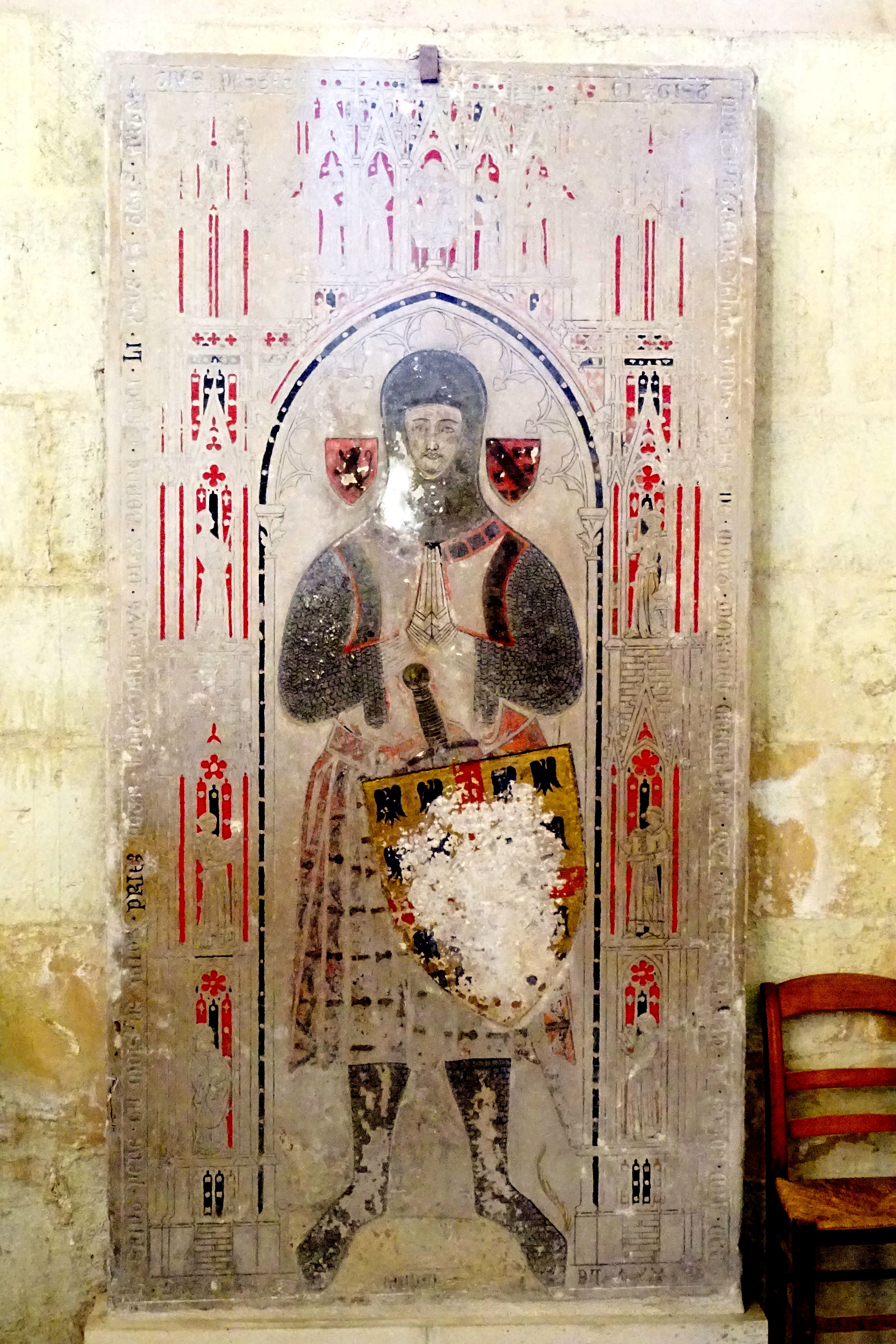
Dalle funéraire de Jean Ier.
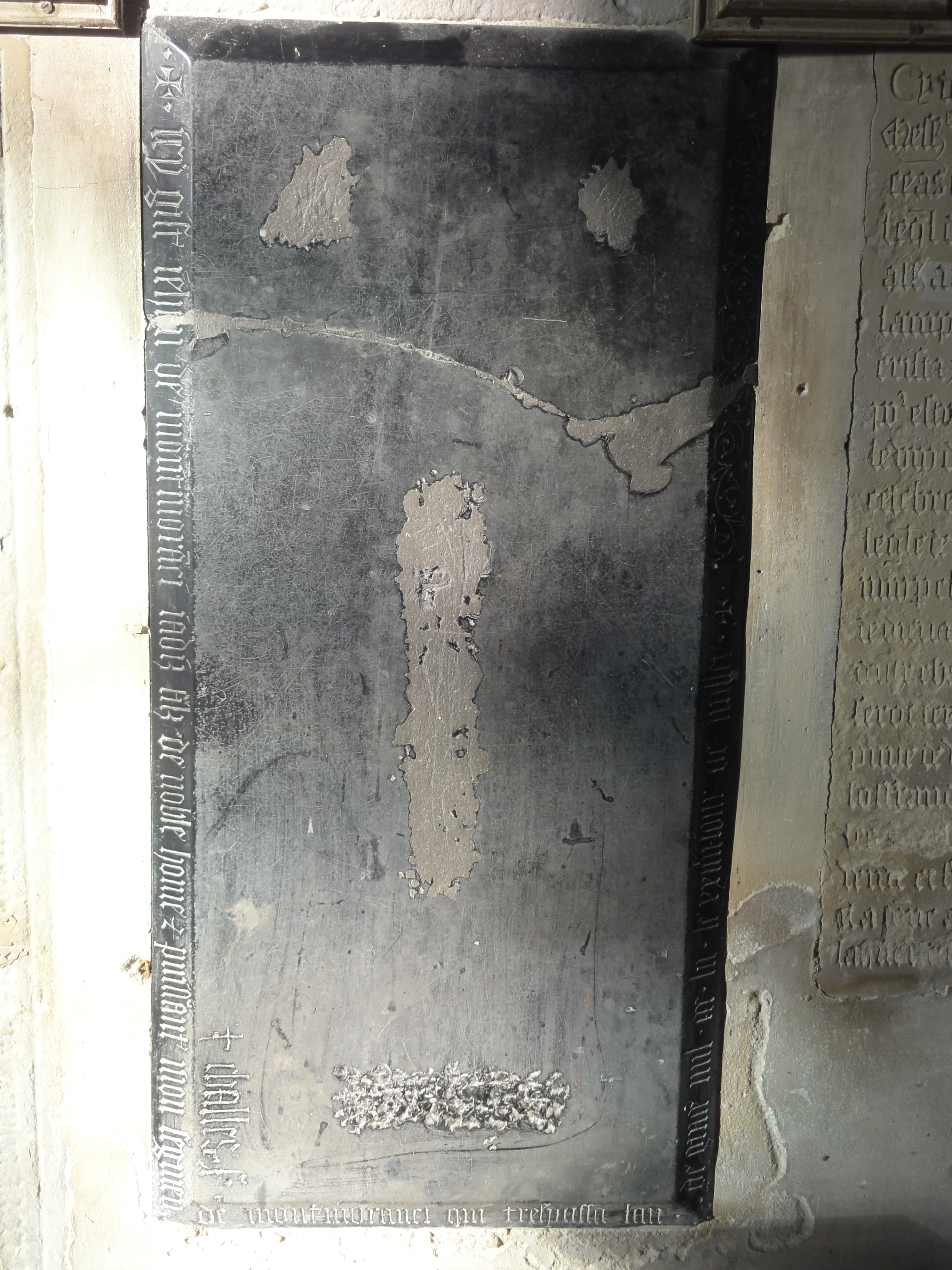
Jean et Mathieu
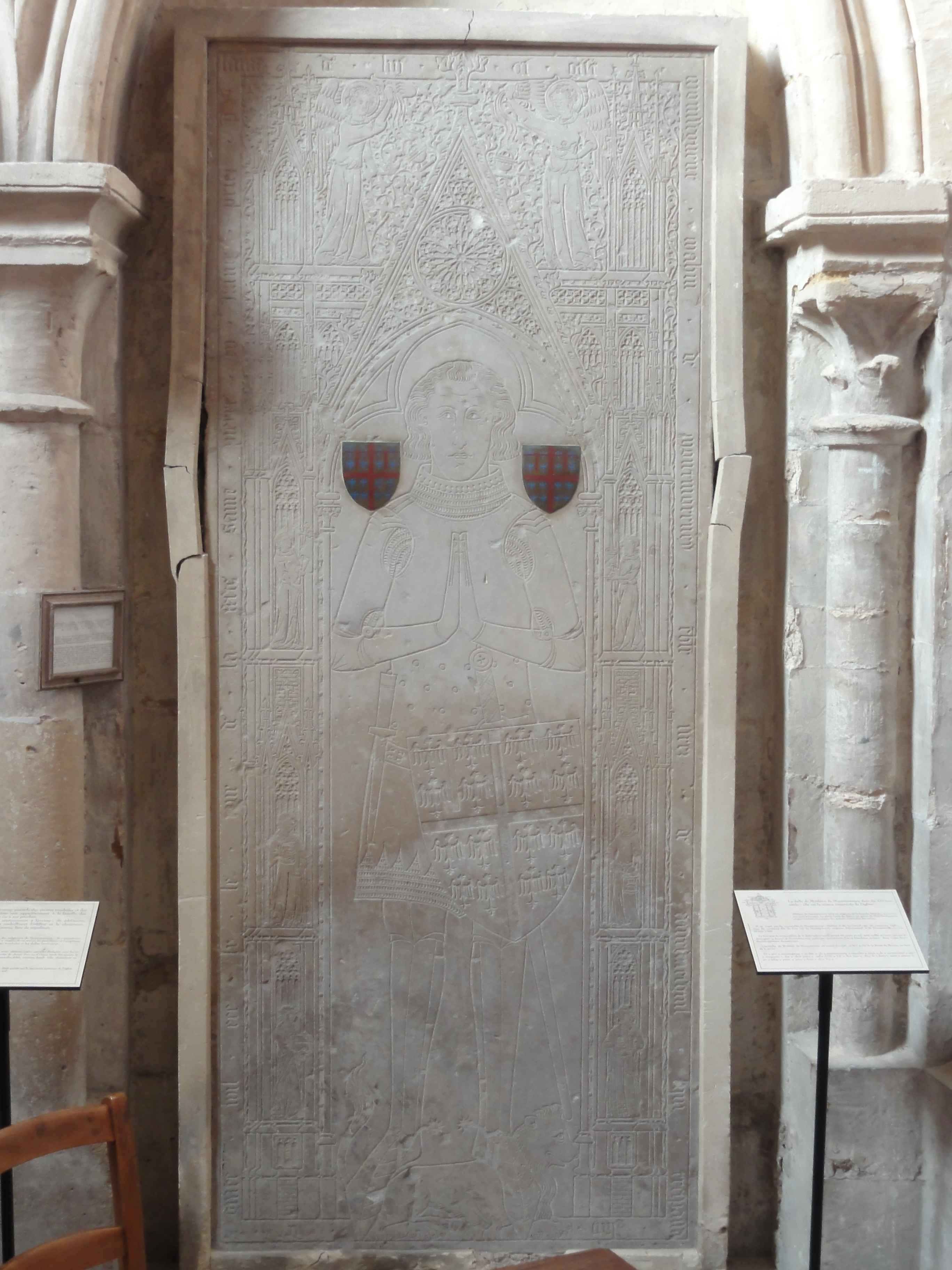
en l'Église Notre-Dame de Taverny.

## Ascendance
Charles Ier de Montmorency descend du roi de France Hugues Capet et du roi de Jérusalem Baudouin II de Jérusalem.